# Sandolândia
Sandolândia är en kommun i Brasilien.   Den ligger i delstaten Tocantins, i den centrala delen av landet, 400 km nordväst om huvudstaden Brasília. Antalet invånare är 3 326.
Omgivningarna runt Sandolândia är huvudsakligen savann. Trakten runt Sandolândia är nära nog obefolkad, med mindre än två invånare per kvadratkilometer.